# روزي سميث
روزي سميث (بالإنجليزية: Rosie Smith) هي عازفة ساكسفون وموسيقية بريطانية، ولدت في 20 يوليو 1983 في لندن في المملكة المتحدة.

## وصلات خارجية
- روزي سميث على موقع ميوزك برينز (الإنجليزية)
- روزي سميث على موقع ديسكوغز (الإنجليزية)